# Невеста с того света
«Невеста с того света» (англ. Over Her Dead Body) — романтическая комедия 2008 года с участием Евы Лонгории Паркер, Пола Радда и Лейк Белл. Режиссёр и сценарист — Джефф Лоуэлл. Фильм вышел в прокат 1 февраля 2008 года.

## Сюжет
Кейт (Ева Лонгория Паркер) и Генри (Пол Радд) собираются пожениться, но в день свадьбы во время ссоры со скульптором ледяного ангела, у которого почему-то не оказалось крыльев, на Кейт падает этот самый ангел и убивает её. Год спустя, по настойчивому совету сестры Хлои, Генри неохотно соглашается сходить к медиуму Эшли (Лейк Белл), так как Хлои считает, что Кейт подскажет ему, как жить дальше без неё. Хлои даёт Эшли дневник Кейт, чтобы та лучше продемонстрировала свои психические способности Генри. И, несмотря на первоначальный скептицизм, это срабатывает — Генри потрясён. Кроме того, Эшли и Генри влюбляются друг в друга.
А на небесах Кейт спорит с ангелом и в результате возвращается на Землю, так и не узнав с какой целью. Она встречает призрак тоже умершего скульптора, который ей рассказывает, что они здесь для завершения своих дел. Таким образом, Кейт решает, что её незавершённое дело — это защита Генри. И она начинает преследовать Эшли, чтобы заставить её порвать с Генри. Эшли не сдаётся, но Генри узнаёт о мошенничестве с дневником, и они расходятся.
Но Кейт все равно не попадает на небеса после расставания Генри и Эшли. И она вновь встречает скульптора и из разговора с ним понимает, что главное её незаконченное дело на Земле — это счастье Генри. Фильм заканчивается свадьбой Генри и Эшли, на которой присутствует Кейт, а потом она возвращается в ту комнату с ангелом на небесах, откуда ей ранее не позволили войти в царство небесное.
В фильме существует дополнительный сюжет про Дэна (Джейсон Биггз), помощника Эшли, который на протяжении многих лет позволял ей думать, что он гей, так как хотел оставаться с ней в близких отношениях, вроде как «гей — лучший друг». Когда Эшли и Генри разошлись, Дэн увидел в этом шанс для себя и рассказал правду Эшли, но она очень расстроилась из-за лжи, хотя решила всё же дать ему шанс и они собираются в Лас-Вегас. А тем временем Кейт понимает, что надо вновь сблизить Эшли и Генри, и, вооружившись говорящим попугаем, мчит в аэропорт, чтобы остановить Эшли. Дэн разочарован, что Эшли выбирает Генри, но делает попытки завязать отношения с Хлои на свадьбе.

## В ролях
| Актёр               | Роль                  |
| ------------------- | --------------------- |
| Ева Лонгория Паркер | Кэтрин «Кейт» Сперсер |
| Пол Радд            | доктор Генри Миллз    |
| Лейк Белл           | Эшли Кларк            |
| Джейсон Биггз       | Дэн Сианизис          |
| Линдсей Слоун       | Хлои Миллз            |
| Стефен Рут          | ледяной скульптор     |
| Колин Фикс          | Дон                   |
| Эли Хиллис          | Алекса                |

## Критика
В целом фильм получил негативные отзывы критиков. На агрегаторе рецензий Rotten Tomatoes только 14 % критиков из 109 дали положительные отзывы о фильме. А также, на основании 27 отзывов на Metacritic, фильм имеет 31 балл из 100.

## Кассовые сборы
Фильм стартовал на 11-м месте со сборами 4 000 000 долл. в первый уик-энд. По состоянию на 5 октября 2008 фильм собрал 20 683 489 долл. по всему миру.

## DVD релиз
Фильм вышел на DVD 6 мая 2008 года.